# Pionites melanocephalus
Il caicco testanera (Pionites melanocephalus (Linnaeus, 1758)) è un uccello della famiglia degli Psittacidi, diffuso nella parte meridionale del bacino del Rio delle Amazzoni.

## Descrizione
La taglia attorno ai 23 cm fa pensare a un pappagallo di taglia piccola, ma la conformazione fisica con la testa grande e il becco forte sono caratteristiche tipiche delle taglie più grandi. La testa ha la sommità nera, le guance e il capo giallo oro, con un segno verde all'attaccatura del ramo superiore del becco, sotto l'occhio. Il petto e il ventre sono bianchi, con un effetto di velatura giallo pallidissimo, il sottocoda e i calzoni sono giallo oro, tendente all'arancio; le ali e il dorso verdi. Ha un impercettibile anello perioftalmico blu, iride arancio, becco e zampe neri. I soggetti immaturi hanno il petto giallastro e il giallo dorato del collo più sfumato.

## Distribuzione e habitat
È un pappagallo comune nel suo areale che si snoda nella parte settentrionale del Rio delle Amazzoni e che comprende: le Guyane, il sud del Venezuela, la regione brasiliana del Pará, la Colombia sud-occidentale, l'Ecuador e il Perù nord-orientale.

## Biologia
Predilige ambienti boschivi aperti, come il limitare delle foreste secondarie, le foreste costiere o a galleria, le savane alberate, fino ai 1200 metri di quota. Agile tra i rami, ottimo volatore, si associa in stormi che arrivano fino a una trentina di individui, che vivono prevalentemente sulle cime dei rami dove si nutrono di frutta, bacche e semi. Temperamento tranquillo e schivo, ma non timido, ha una intensa vita sociale e anche la stagione riproduttiva, da novembre a febbraio, viene vissuta in colonia. I maschi compiono parate spettacolari per affascinare la propria compagna e iniziare la sistemazione del nido nella cavità di un albero. In Suriname, Phedra ha osservato due coppie nidificare ai margini della foresta nello stesso albero. La femmina normalmente depone 2 uova e l'incubazione dura 23 giorni; i piccoli s'involano attorno alle 8 settimane.

## Tassonomia
Sono classificate due sottospecie:
- P. m. melanocephalus, sottospecie nominale descritta;
- P. m. pallidus, che si identifica per la colorazione giallo chiaro del sottocoda, dei calzoni e del collo, e il petto bianco.